# جون ماكلي
جون ماوكلي (بالإنجليزية: John Mauchly)‏ (1907 – 1980 م)، هو فيزيائي، مهندس، عالم إحصاء وعالِم حاسوب من الولايات المتحدة الأمريكية. ولد في سينسيناتي، أوهايو. توفي في بنسيلفانيا، عن عمر يناهز 73 عاماً. وقد ابتكر في عام 1946 مع جي إيكيرت حاسوب إينياك (ENIAC) وهو أول حاسوب إلكتروني متعدد الأغراض.

## حياته
بعد الانتهاء من تعليمه دخل ماوكلي في مهنة التدريس، وأصبح في النهاية أستاذًا مشاركًا في الهندسة الكهربائية في جامعة بنسلفانيا في مدينة فيلادلفيا، خلال الحرب العالمية الثانية، طُلب من ماوكلي وإيكيرت وهو مهندس متخرج، ابتكار طرق لتسريع إعادة حساب جداول إطلاق المدفعية للجيش الأمريكي، وبناءً على ذلك، اقترحوا إنشاء جهاز كمبيوتر رقمي للأغراض العامة يتعامل مع البيانات في شكل مشفر، وبحلول عام 1946 أكملوا حاسوب إينياك، وهي آلة ضخمة (تحتوي على أكثر من 18,000 أنبوب مفرغ) تضم ميزات طورها جون أتاناسوف. تم استخدام إينياك لأول مرة من قبل الجيش الأمريكي في منشأة الاختبار بمدينة أبردين في ماريلاند في عام 1947 لاختبارات المقذوفات.
في العام التالي، أسس ماوكلي وإيكيرت شركة لتصنيع أجهزة الكمبيوتر، وفي عام 1949 أعلنا عن الكمبيوتر الآلي الثنائي «بايناك»، والذي يستخدم الشريط المغناطيسي بدلاً من البطاقات المثقوبة، في عام 1950، استحوذت شركة ريمنجتون راند (لاحقًا شركة سبيري راند) على شركة إيكيرت، ماكلي للكمبيوتر، وأصبح ماوكلي مديرًا لمشاريع خاصة، كان الكمبيوتر الثالث بعد إنتهائهم من جهاز بايناك ظهروا بجهاز جديد باسم «يونيفاك»، وكان مصمم خصيصًا للتعامل مع بيانات الأعمال، واصل ماوكلي عمله في مجال الكمبيوتر، وفاز بالعديد من الأوسمة، وشغل منصب رئيس (1959-1965) ورئيس مجلس إدارة (1965-1969) لشركة ماكلي أسوشيتس، ورئيس شركة دايناتريند بين (1968-1980) وشركة ماركتريند بين (1970-1980).

## جوائز
حصل ماوكلي على العديد من الجوائز والأوسمة. كان عضوًا في معهد فرانكلين والأكاديمية الوطنية للهندسة وجمعية سام الإدارية. تم انتخابه زميلًا في معهد مهندسي الراديو، وهي جمعية سابقة لمعهد مهندسي الكهرباء والإلكترونيات، في عام 1957، وكان زميلًا في الجمعية الإحصائية الأمريكية. حصل على درجة LLD (مرتبة الشرف) من جامعة بنسلفانيا ودرجة aDSc (مرتبة الشرف) من كلية أورسينوس. حصل على جائزة فيلادلفيا وميدالية سكوت وميدالية قود من الاتحاد الأمريكي لجمعيات معالجة المعلومات وجائزة بنسلفانيا وجائزة إيمانويل وميدالية هوارد والعديد من الجوائز الأخرى.